# Courcebœufs
Courcebœufs is een gemeente in het Franse departement Sarthe (regio Pays de la Loire) en telt 434 inwoners (1999). De plaats maakt deel uit van het arrondissement Le Mans.

## Geografie
De oppervlakte van Courcebœufs bedraagt 17,0 km², de bevolkingsdichtheid is 25,5 inwoners per km².
De onderstaande kaart toont de ligging van Courcebœufs met de belangrijkste infrastructuur en aangrenzende gemeenten.

## Demografie
Onderstaande figuur toont het verloop van het inwonertal (bron: INSEE-tellingen).

## Foto's

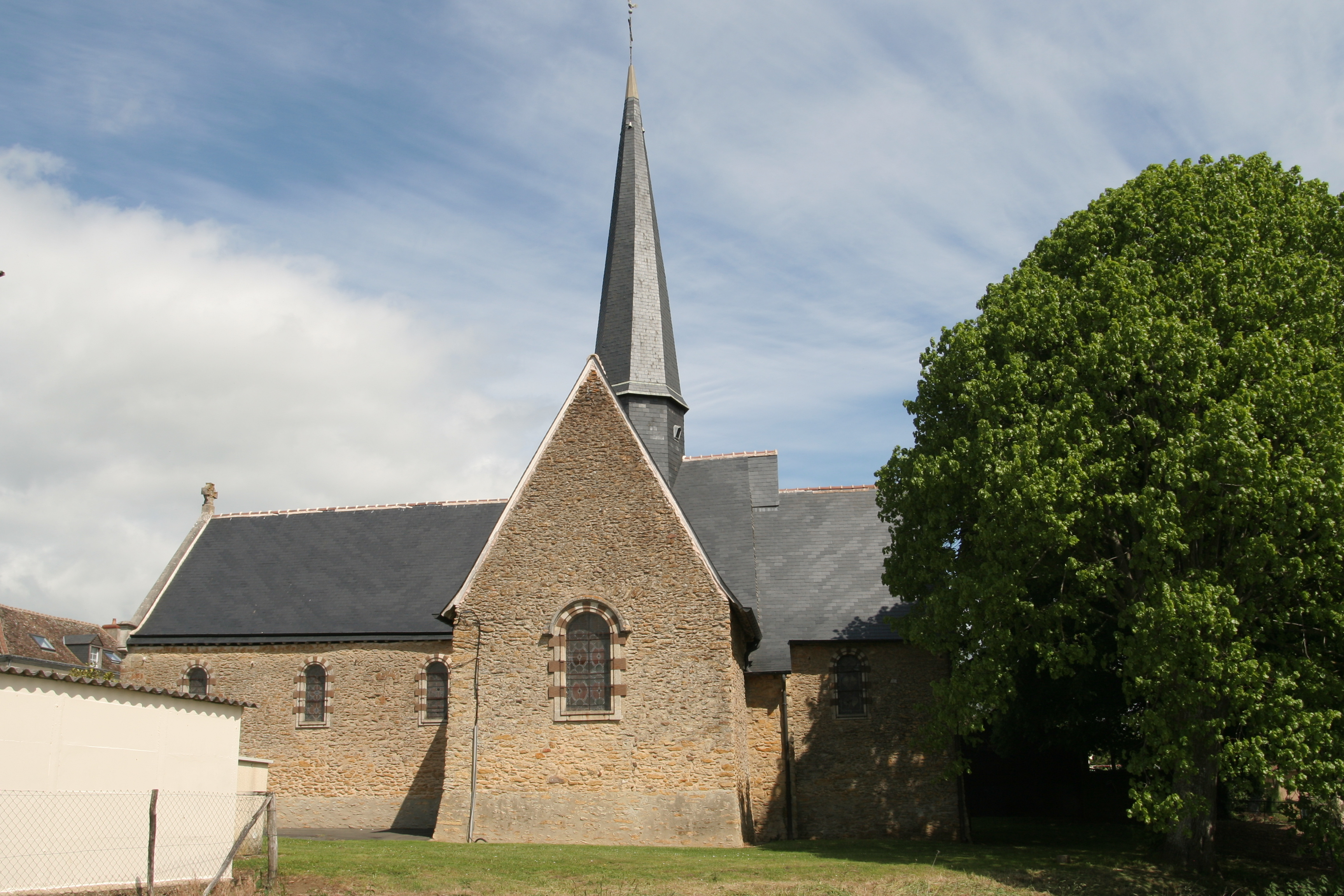
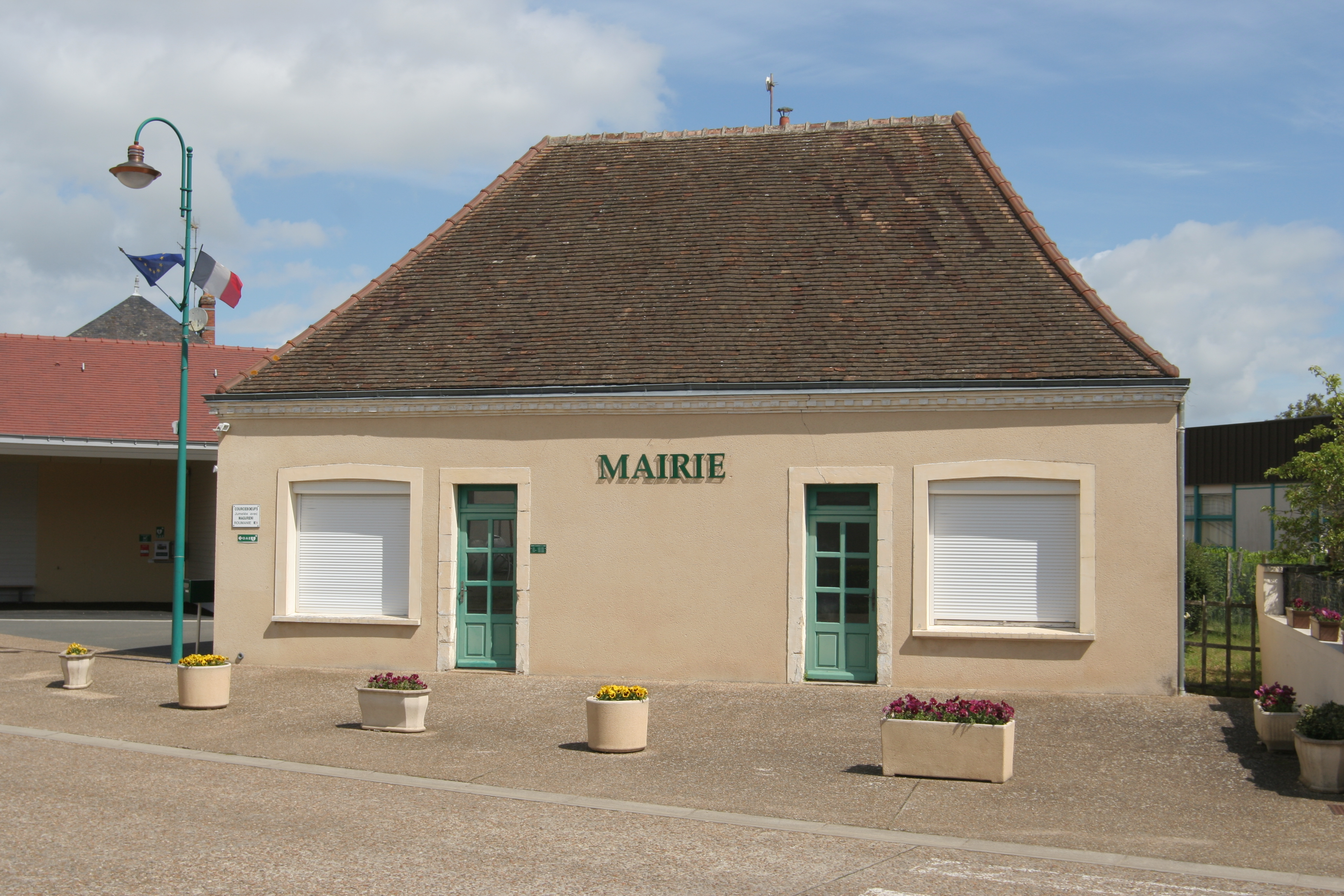